# Криптокорина пурпурная
Криптокори́на пурпу́рная (лат. Cryptocoryne purpurea), известная также под названиями Криптокорина Гриффта (лат. Cryptocoryne griffithii) и Криптокорина сердцевидная (лат. Cryptocoryne cordata) — травянистое растение рода Криптокорина семейства Ароидные.

## Описание
Криптокорина пурпурная представляет собой травянистый куст без стебля с длинными листьями овальной формы, собранными в розетку. Окраска листьев с лицевой стороны от светло-зелёной до тёмно-оливковой, с изнанки — от серебристо-белой до пурпурной. Корневая система сильная, развитая. Куст достигает в высоту 40 сантиметров. В зависимости от условий содержания её формы сильно различаются внешне и часто определялись как разные виды. В природе встречается в Малайзии.

## Культивирование
При содержании растения в аквариуме оптимальная температура составляет 24—26 °C, при её понижении до 16 °C рост значительно замедляется. Вода должна быть мягкой (2—10 немецких градусов), нейтральной или слабокислой (pH 6,5—7,0). В жёсткой воде и при повышении pH рост сильно замедляется. В отличие от других представителей рода криптокорина не подвержена «криптокориновой болезни» и сбрасывает листья только в очень неблагоприятных условиях. Подмены воды нежелательны, растение предпочитает «старую» воду. Внесение минеральных удобрений сильно ускоряет рост. К условиям освещения растение нетребовательно. Пурпурная криптокорина хорошо переносит затенение другими, более высокими растениями, хотя при недостаточном освещении она приобретает бледную окраску и вытягивается. Световой день должен составлять не менее 10 часов. Грунт должен быть питательным и содержать примеси глины и торфа и быть обильно заиленным. Состав и размеры частиц основы грунта большого значения не имеют.

Как и остальные представители рода Cryptocoryne, пурпурная криптокорина — болотное растение и может культивироваться в условиях палюдариума или влажной оранжереи. Форма листьев сохраняется такой же, как в аквариуме, но черенки становятся плотнее и короче. В оранжерейных условиях криптокорина растёт и размножается несколько быстрее, чем в аквариуме. 

Как в аквариуме, так и в палюдариуме пурпурная криптокорина легко размножается корневыми отводками, молодые растения можно отделять от материнского после того, как у них образуются 2—3 листа. В палюдариуме и оранжерее криптокорина цветёт, но получить семена не удаётся.